# Louvain-la-Neuve
Louvain-la-Neuve is een universiteitsstad in de Belgische provincie Waals-Brabant en onderdeel van de stad Ottignies-Louvain-la-Neuve. Louvain-la-Neuve ligt ongeveer 20 kilometer ten zuidoosten van Brussel en is specifiek gebouwd om de Université catholique de Louvain te behuizen. Het is daarom een geplande stad, gesticht in de jaren 1970. Het speciale aan de stad is dat ze in een vallei ligt waarop een grote betonplaat is aangelegd, de 'dalle universitaire', die de stad ondersteunt. In het stadscentrum zelf zijn bijna geen auto's te zien, want die rijden op wegen onder het centrum, waar ook verschillende parkeergarages aanwezig zijn. Overal zijn er liften aangelegd waarlangs men zich tussen de twee niveaus kan bewegen. Ook alle winkels worden ondergronds bevoorraad.

## Geschiedenis
Louvain-la-Neuve is de enige compleet geplande stad in België na Charleroi (1666). Louvain-la-Neuve dankt zijn oprichting aan de taalstrijd die België in de jaren 60 opschudde. Na de kwestie Leuven Vlaams in 1968 die leidde tot de opsplitsing van de Leuvense universiteit in een aparte Nederlandstalige en Franstalige universiteit, werd besloten de Franstalige universiteit, die niet langer in het Vlaamse Leuven kon blijven, niet in een bestaande Waalse stad te vestigen maar de campus te bouwen te midden in de velden van Waals-Brabant en deze site uit te bouwen tot een nieuwe stad.
Professor Michel Woitrin werd door rector magnificus monseigneur Massaux aangesteld om het project tot een goed einde te brengen. Michel Woitrin stelde hiertoe een ploeg architecten en stedenbouwkundigen samen, onder meer gevormd door professor Raymond M. Lemaire, Jean-Pierre Blondel, Pierre Laconte, Bernard de Walque en Jean Remy.
Van 1968 tot 1975 gaf die ploeg vorm aan het stedenbouwkundige concept van Louvain-la-Neuve. In tegenstelling tot de nieuwe Franse en Engelse steden, is hier gekozen de traditionele stedelijke morfologie in acht te nemen. Desalniettemin is er gekozen voor de scheiding van verkeer en werden de diverse functies in zones verdeeld, kenmerkend voor de functionalistische stedenbouw.
De eerste bewoners, voornamelijk universiteitspersoneel en studenten namen hun intrek vanaf 1972, naarmate de bouw vorderde en er steeds meer faculteiten de overstap uit Leuven maakten, groeide het aantal inwoners. Al van bij de start streefde de universiteit ernaar om naast de zuiver academische activiteiten ook bedrijven aan te trekken die sterk op onderzoek en ontwikkeling gericht zijn. Hiervoor werd al in 1971 het eerste wetenschapspark in België opgericht (LLN Science Park). Het 231 hectare groot park huisvest ondertussen meer dan 100 bedrijven goed voor zowat 4.500 jobs en is daarmee een belangrijke economische groeipool voor een streek die voordien vooral agrarisch was en sterk gericht op het nabije Brussel.

## Universiteit
De universiteitsstad werd vanaf 1968 gebouwd na de kwestie Leuven Vlaams op het grondgebied van de voormalige gemeente Ottignies. De stad huisvest de université catholique de Louvain (UCLouvain), de Franstalige afsplitsing van de Leuvense universiteit. Louvain-la-Neuve betekent vrij vertaald Nieuw-Leuven.
De stad is vrijwel uitsluitend eigendom van de universiteit, inclusief de publieke infrastructuur. Gebouwen worden onder speciaal erfpacht verhuurd.
De universiteit heeft in de stad ook enkele musea, onder meer het Musée L, interdisciplinair museum, de grootste universitaire collectie van het land.

## Hergé-museum

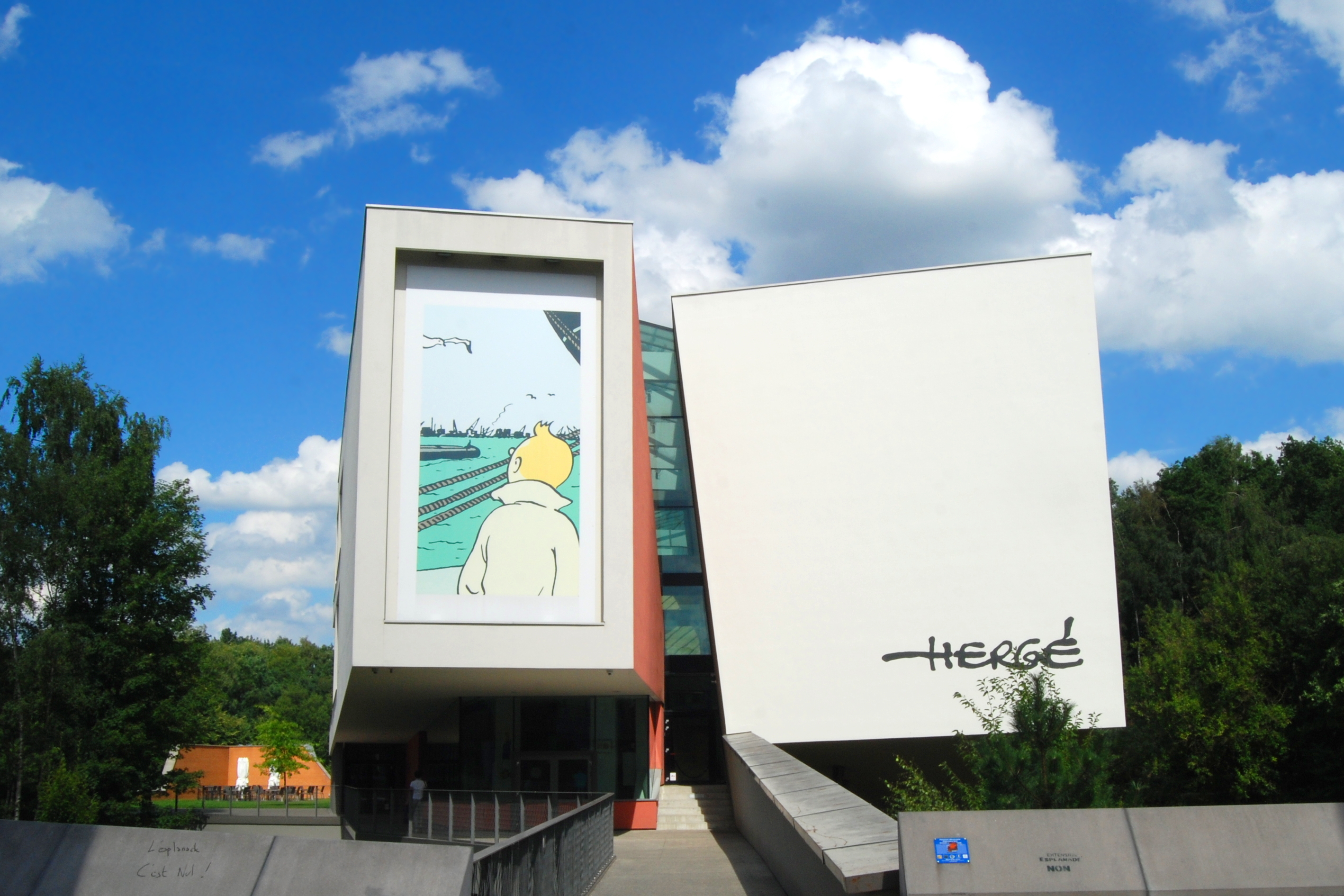
Hergé-museum
(Christian de Portzamparc - 2009).

Het Hergé-museum, met een oppervlakte van 5.000 tot 6.000 m², bevindt zich vlak bij de Jardin de la Source op een terrein van de UCLouvain en is via een houten loopbrug verbonden met de straten van Louvain-la-Neuve. 
In mei 2007, daags voordat de Belgische striptekenaar Georges Remi, alias Hergé, 100 jaar zou zijn geworden, legde zijn weduwe en tweede vrouw Fanny Vlamynck de eerste steen voor een museum dat gewijd is aan het oeuvre van haar man. Het museum werd eind mei 2009 geopend, tachtig jaar nadat Hergé in het katholieke tijdschrift Le Petit Vingtième de eerste aflevering van Kuifje 'Au pays des Soviets' publiceerde.

## Verdere bezienswaardigheden
- Het ensemble met tal van universiteitsgebouwen.
- De Onze-Lieve-Vrouw van Hoopkapel (Chapelle Notre-Dame de l'Espérance) is een modernistische kapel van 2003, gebouwd in arkose met een puntvormig, met leien bedekt, dak.
- De Sint-Franciscuskerk (Église Saint-François d'Assise) is een modernistisch kerkgebouw in baksteen en beton, van 1984.
- Ook diverse andere bedehuizen zijn aanwezig zoals een moskee en een Russisch-Orthodoxe kerk.
- De Ferme du Bièrau is een voormalig bezit van de Abdij van Florival dat werd geïntegreerd in het universiteitscomplex.

## Natuur en landschap
Louvain-la-Neuve is een nieuwe stad waartoe ook veel infrastructuur werd aangelegd. De hoogte aan het station is 121 meter.

## Nabijgelegen kernen
Ottignies, Mont-Saint-Guibert, Corroy-le-Grand, Vieusart, Corbais, 
Deelgemeenten: Céroux-Mousty · Limelette · Ottignies

Overige plaatsen: La Baraque · Blanc Ry · Les Bruyères · Céroux · Croix · Ferrières · Franquenies · Louvain-la-Neuve · Mousty · Petit Ry · Pinchart · Rofessart · Stimont · Le Tri

Belgische gemeenten · Arrondissement Nijvel · Waals-Brabant · Wallonië